# Bohmstedt
Bohmstedt (frisó septentrional goesharder Bååmst, danès Bomsted) és un municipi del districte de Nordfriesland, dins l'Amt Mittleres Nordfriesland, a l'estat alemany de Slesvig-Holstein. És a 10 kilòmetres d'Husum.